# Varano (Licciana Nardi)
Varano is een plaats (frazione) in de Italiaanse gemeente Licciana Nardi.